# Rüdiger Lohlker

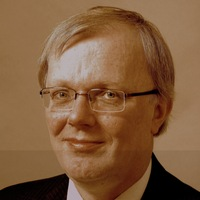
Rüdiger Lohlker

Rüdiger Lohlker (* 7. Juli 1959 in Emden) ist ein österreichischer Islamwissenschaftler. Er war von September 2003 bis Oktober 2024 Universitätsprofessor für Islamwissenschaft an der philologisch-kulturwissenschaftlichen Fakultät der Universität Wien. Seit 2024 ist er Professorial Research Fellow am Forschungszentrum Religion and Transformation in Contemporary Society und seit 2025 Mitglied des Boards des G20 Religion Forum (R20).

## Leben und Wirken
Nach dem Abitur in Emden studierte Lohlker an der Georg-August-Universität in Göttingen Rechtswissenschaft, Arabistik, Islamwissenschaft, Neuiranistik, Publizistik, Kommunikations- und Politikwissenschaft. Nach seiner Promotion mit der Arbeit „Der Handel im malikitischen Recht am Beispiel des Kitab al-buyūʿ im Kitab al-Muwaṭṭa' und des Salam aus der Mudawwana al-kubrā von Saḥnūn“ wurde er 1997 mit der Arbeit „Das islamische Recht im Wandel. Ribā, Zins und Wucher in Vergangenheit und Gegenwart“ an der Georg-August-Universität Göttingen habilitiert.
1992 war er wissenschaftlicher Assistent an der Universität Giessen. Von 1997 bis 1998 war er als wissenschaftlicher Mitarbeiter der Niedersächsischen Staats- und Universitätsbibliothek Göttingen in Rabat (Marokko) tätig. 1999 übernahm er die Vertretung am Lehrstuhl für Islamwissenschaft am Seminar für Orientalistik an der Christian-Albrechts-Universität zu Kiel, von 1999 bis 2000 die Vertretung am Lehrstuhl für Islamwissenschaft am Seminar für Arabistik der Universität Göttingen. Von 2000 bis 2003 war er als Privatdozent am Seminar für Arabistik der Universität Göttingen tätig.
Im Jahre 2003 wurde Rüdiger Lohlker auf die Professur für Islamwissenschaften an der Universität Wien berufen. Von 2007 bis 2008 war er dort Vorstand des Instituts für Orientalistik. 2012 bis 2019 leitete er den Universitätslehrgang „Muslime in Europa“, neu seit 2017 als Zertifikatskurse für islamische Seelsorger in Spitälern und Haftanstalten (-2020). Er ist/war Leiter und Partner mehrerer Forschungsprojekte im Bereich Terrorismusforschung und Präventionsarbeit, Geschichte Syriens und Salafismus. Auch ist er Mitglied von Editorial Boards einer Reihe von Zeitschriften in verschiedenen Ländern.
Rüdiger Lohlker unterhält ein Blog: „Die Sandalen von Sind“ über Themen mit Islam- und Arabienbezug. Seine Forschungsschwerpunkte sind: Methodik des älteren islamischen Rechts, Wandel von Autorität im islamischen Recht in der Moderne, frühmodernes, vorkoloniales islamisches Denken (14. bis 19. Jahrhundert), arabische und islamische Internetpräsenzen, zeitgenössische islamische Bewegungen (z. Zt. insbesondere Dschihadismus und Salafismus) in vergleichender Perspektive, indonesischer Islam.

## Schriften (Auswahl)
- Geschichte des islamischen Denkens über Herrschaft, Wien: facultas 2025
- Die Salafisten. Aufstand der Frommen, Saudi-Arabien und Gewalt. München: C. H. Beck 2017, ISBN 978-3-406-70609-7
- Zwischen Wiener Wald und Moslemkutten. (Alp-)Träumereien eines weißen Mitteleuropäers. Berlin: Logos 2021, doi:10.30819/5322
- Rüdiger Lohlker: Islamic fiqh reconsidered: An Indonesian approach, in Interdisciplinary Journal for Religion and Transformation in Contemporary Society – J-RaT 7i (2021), S. 188–208 (DOI:10.30965/23642807-BJA10011), republished online November 2021 at baytarrahmah.org.
- Ibn Taymiyya on political leadership and the ‚Con-Text‘ of Islamic philosophy and law, in Wiener Zeitschrift für die Kunde des Morgenlandes 111 (2021), S. 121–136
- Colliding Epistemologies: Reflecting on Nidhal Guessoum (mit Margareta Wetchy), in Interdisciplinary Journal for Religion and Transformation in Contemporary Society (J-RaT) 7ii (2021), S. 426–446 (DOI:10.30965/23642807-bja10024)
- Waḥdat al-wujūd as Post-Avicennian Thought: Comparing Writings on the basmala by Muhyiddīn Ibn al-ʿArabī and al-Jīlī, in Teosofi 11ii (2021), S. 195–215 (DOI:10.15642/teosofi.2021.11.2.194-215)
- Jawdat Sa‘id and the Idea and Practice of Peace, in Religions 13 (2022), 160 (DOI:10.3390/rel13020160)
- Kitab kuning revisited: An Enquiry into Yellow Pages Online, in Wiener Zeitschrift für die Kunde des Morgenlandes 112 (2022)
- Re-Reading South-Asian Histories: Hanafis, Deobandis, Taliban, in Wiener Zeitschrift für die Kunde des Morgenlandes 112 (2022)
- Religion, dīn, and Islam: A complex web, in Christian Danz/Jakob Deibl (eds.), Transformation of Religion: Interdisciplinary Perspectives, Leiden et al.: Brill/Schoeningh 2023, pp. 75-85
- Islamic Heritage in Indonesia: A Collection of Texts, in Katharina Ivanyi and Rüdiger Lohlker (eds.). Humanitarian Islam: Reflecting on an Islamic Concept. Leiden/Paderborn: Brill/Schöningh, 2023, pp. 137-161
- Jihadis and True Islam: Discourses and Realities, in Nicolas Stockhammer (ed.), Routledge Handbook of Transnational Terrorism. Abingdon: Routledge, 2023, pp. 313-320
- The Islamic State Online: Terrorism Operating on the Web, in Katharina Ivanyi/Rüdiger Lohlker (Hg.), Agents of Violence, Leiden/Paderborn: Brill/Schöningh 2024, S. 149-172
- Rüdiger Lohlker: Der muslimische Herrscher: Fürstenspiegel als Spiegel islamischer Philosophien der Herrschaft, in Ahmad Milad Karimi (Hg.): Politische Philosophie. falsafa. Horizonte islamischer Religionsphilosophie 8, Baden-Baden: Nomos 2024, pp. 55-77
- Rüdiger Lohlker: Nonviolent Theology in the Syrian Protests: A Critical Analysis of Jawdat Sa’id’s Qur’anic Exegesis, in International Journal of Islamic Khazanah 14i (2024), pp. 13-21 (DOI:10.15575/ijik.v14.1.33614)
- Wacław Seweryn Rzewuski and the Bedouins: A Travelogue on Arabia of a Nineteenth Century Orientalist, in Wiener Zeitschrift für die Kunde des Morgenlandes 114 (2024), pp. 59-72
- Talibanismus: Eine Theologie der Gewalt, in Abbas Poya (Hg.), Afghanistan 2001-2021: Gewalttheologien und ein Hauch von offener Gesellschaft, Münster: transcript 2024, pp. 45-58
- Afghanische Mudjahedin: Sakralisierung der Gewalt, in Abbas Poya (Hg.), Afghanistan 2001-2021: Gewalttheologien und ein Hauch von offener Gesellschaft, Münster: transcript 2024, pp. 27-44
- Hammer-Purgstall: der Schöpfer eines Bildes des Orients, in Hannes Galter/Siegfried Haas/Rüdiger Lohlker (Hg.), Joseph von Hammer-Purgstall: Grenzgänger zwischen Orient und Okzident. Graz: Leykam 2024, pp. 31-53
- Hammer-Purgstall als Sammler von Handschriften: Wie eine Vorstellung des Orients geschaffen wird, in Hannes Galter/Siegfried Haas/Rüdiger Lohlker (Hg.), Joseph von Hammer-Purgstall: Grenzgänger zwischen Orient und Okzident. Graz: Leykam 2024, pp. 115-130
- Grundzüge islamischer Ethik, in Ines-Jacqueline Werkner et al. (Hg.), Religionen in Konflikten und Friedensprozessen, Vol. 1, Wiesbaden: Springer VS, 2024, pp. 81-92
- Transformation of Authority Online, in Mahmoud El-Wereny/Alexander-Kennneth Nagel (Hg.), Scharia im Wandel: Beiträge zur Transformation islamischer Autorität im Sapnnungsfeld von Kodifikation, Migration und Digitalisierung, Wiesbaden: Harrassowitz, 2024, pp. 229-252
- Das Mahl als Wunderzeichen im Islam: Die Verschlingung von Transzendenz und Immanenz, in Petrus Bsteh/Brigitte Proksch (Hg.), Das Mahl mit Lebenden und Toten – ein Kultgeschehen, Wien: LIT 2025, pp. 53-65
- Islamic Ecotheology: Transcending Anthropocentrism through Wahdat al-Wujūd. In Ascarya: Journal of Islamic Science, Culture, and Social Studies, 4ii (2024), pp. 82–89 (DOI:10.53754/iscs.v4i2.705)
- Charisma in the Islamic World: Theorizing Sacred Rulership in al-Qalqashandī’s Maʾāthir, in  Charisma, Popularity, Power: Grace, Religions and Belief throughout History until the Present, hg. v. Rüdiger Lohlker and Nikola Pantić 2025, special issue of J-RaT (advance publication) (DOI:10.30965/23642807-bja10116)
- Guiding the Ruler: Insights into Islamic Mirrors for Princes and Concepts of Governance, in Religion and Policy Journal 2ii (2024), pp. 105-116* DOI:10.15575/rpj.v2i2.1252
- (mit Soleh Hasan Wahid, Siti Khumairo' Yuli Al Manik) The Butterfly Effect of Gusdurian Activists: The Resonance of Social and Humanitarian Change in Ponorogo, Indonesia. in The International Journal of Religion and Spirituality in Society 15 (3) (2025). pp 41-64 (DOI:10.18848/2154-8633/CGP/v15i03/41-64)
- Astrolabe: ein Beispiel für Globales Wissen, in Detlev Quintern (Hg.), Türkisch-Deutsche Perspektiven 2, Heidelberg: Universitätsbibliothek 2025, pp. 189-202

als (Mit-)Herausgeber:
- Jihadism Revisited: Rethinking a Well-Known Phenomenon. Berlin: Logos 2019, ISBN 978-3-8325-5009-7
- World Wide Warriors: Jihadi Activism Online. Göttingen: Vienna University Press 2019, ISBN 978-3-8471-0938-9
- Religion and Disease. special issue of the Interdisciplinary Journal for Religion and Transformation in Contemporary Society (J-RaT) 7ii, Vienna 2021, eISSN: 2364-2807
- Humanitarian Islam: Reflections on an Islamic Concept, Paderborn: Brill/Schoeningh 2023
- Agents of Violence: Non-Governmental Armed Forces in Southwest Asia, North Africa and beyond. Paderborn: Brill Schöningh, 2024
- Joseph von Hammer-Purgstall: Grenzgänger zwischen Orient und Okzident. Graz: Leykam 2024